# جک تیلور

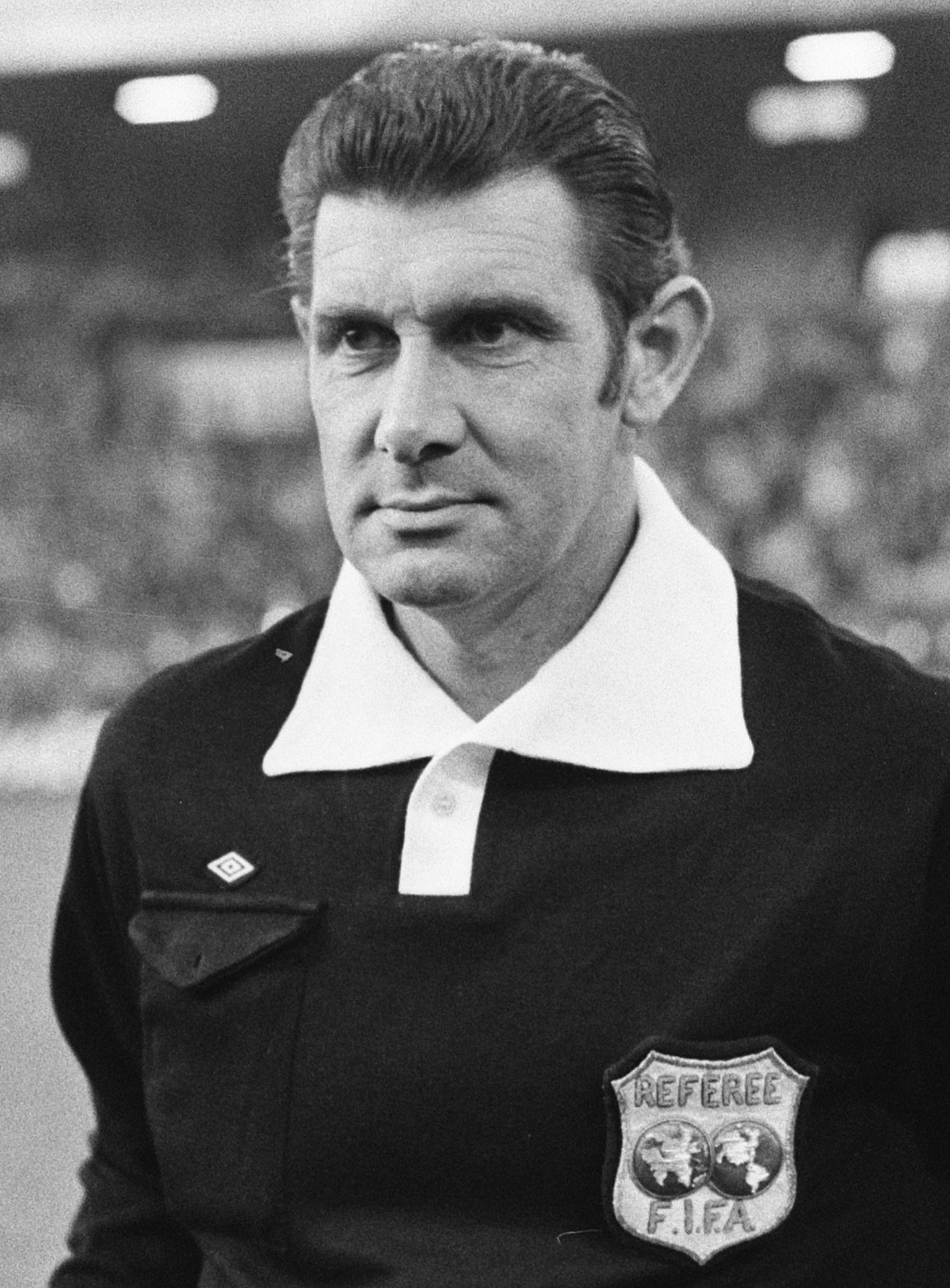
جک تیلور در سال ۱۹۷۵

جک تیلور (به انگلیسی: Jack Taylor) (زاده ۲۱ آوریل ۱۹۳۰ – درگذشته ۲۷ ژوئیه ۲۰۱۲) داور سابق اهل انگلستان است.
وی داوری را از دهه ۱۹۵۰ شروع کرده و از سال ۱۹۶۳ تا ۱۹۷۷ میلادی در لیست داوران فیفا قرار داشته‌است.
همچنین، وی یک سال بعد از اینکه فینال جام جهانی فوتبال ۱۹۷۴ را سوت زد، شهرآورد تهران را نیز قضاوت کرد. 